# Guds rena lamm, jag flyr till dig
Guds rena lamm, jag flyr till dig är en sång med text och musik från 1882 av Catherine Booth-Clibborn.

## Publicerad i
- Musik till Frälsningsarméns sångbok 1907 som nr 19.
- Frälsningsarméns sångbok 1929 som nr 151 under rubriken "Helgelse - Bön om helgelse och Andens kraft".
- Musik till Frälsningsarméns sångbok 1930 som nr 151.
- Frälsningsarméns sångbok 1968 som nr 153 under rubriken "Helgelse".
- Frälsningsarméns sångbok 1990 som nr 403 under rubriken "Helgelse".